# 迷糊女戰士

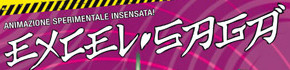
迷糊女戰士的英文開頭

《迷糊女戰士》（日语：エクセル・サーガ）是日本漫畫家六道神士創作的一部日本漫畫作品。

## 劇情簡介
主角是祕密結社市街征服組織「阿庫羅斯」的成員，為了達成易路扒左的理想，努力打工籌措征服世界的經費。
※配音員：廣播劇CD／動畫依序

## 登場人物

### 理想推進機關阿庫羅斯
易路扒左
配音：子安武人/大塚明夫 （日本）；魏伯勤（台灣）
神一般的存在，阿庫羅斯的領導人。
優秀
配音：三石琴乃/柚木涼香（日本）；林佑俽（台灣）
本作主角，脫線生存能力極強，定期被肅正的行動派美少女，擁有一堆像藝名或混血兒的化名。在某段時期一度失憶，被連歌屋宇美拾獲後獲得名字四王寺照葉和戶籍。
肉餅
配音：興梠美/潘惠子（日本）； （台灣）
原本是沒有血統的雌性流浪狗，但擁有超越一般犬隻的聰明，讓牠常常陷於恐懼的陰影下。名字是由優秀以便宜好吃又油滋滋的感覺取的，是阿庫羅斯成員眼中「最後的糧食」。
哈雅
配音：南央美/金川弘敦（日本）；魏晶琦（台灣）
病厭厭美人。隨身攜帶一堆常人吃了會有生命危險的藥，會不定期失去生命現象，化名綾杉千早。
愛爾卡拉
阿庫羅斯的第三位人員，喜歡揮霍，拚勁不輸優秀，會不自覺透露她心中所想的聲音，化名宗相香住。
動畫未登場。

### F縣F市市街環境安全保障局
蒲腐博士
配音：大友龍三郎/市川治（日本）； （台灣）
市街安全保障局的局長，F縣F市的實質掌權者，長得像《科學小飛俠》南宮博士的奇怪中年人，擁有對於特攝表現的愛好以及足以將其具現化的權力資源。
岩田紀國
配音：森久保祥太郎/三原康可（日本）； （台灣）
少根筋的熱血笨蛋，在死亡後以人造人的身分重生，代號是三越。
渡邊通
配音：置鮎龍太郎/井上和彥→中田讓治（日本）； （台灣）
冷酷造型的年輕男子，岩田跟住吉都喜歡到他家搭伙。極愛慕住在住處附近的綾杉小姐，常常做冤大頭。
住吉大丸
以鄉下口音與人溝通的戴眼鏡胖子，標準的御宅族，擁有驚人的收藏。
松屋美咲
配音：今井由香（日本）； （台灣）
兼有頭腦與美貌的知性美人，喜歡格鬥遊戲。最討厭的就是輕浮的傢伙，會毫不猶豫的給予制裁。
六本松一式、二式
配音：雪野五月（日本）； （台灣）
最初由四王寺博士製造的人型機器人：六本松一式，擁有良好的防護力跟多種功能，但缺點是太重了。後來被四王寺天滿宮暗中回收並被改造為優秀的模樣。之後四王寺博士應浦腐要求做出來的後繼機器人：六本松二式，是兼顧實用性和個人興趣的極高完成品，擁有輕量化的設計和豐富的表情，跟一式使用相同的操作系统（OS）。
百道秘書
配音：中西裕美子（日本）； （台灣）
浦腐的秘書。
四王寺五條
配音：井上和彥（日本）； （台灣）
具有天才和蘿莉控的痞子科學家，常常在研究所前的公園觀察。

### 其他
岩田積文（醫生）
配音：鈴木琢磨（日本）； （台灣）
某大醫療協會理事長第三代子孫，常常胡作非為，是岩田的表哥，與岩田有仇。長得有點像怪醫黑傑克。
福家四季（護士）
配音：水谷優子（日本）； （台灣）
負責監視醫生並使用高爾夫球桿「規勸」的苦命護士。
岩田金修
岩田綜合醫療協會（IMA）會長。
岩田日和子
岩田金修的孫女，四王寺評比A+的美幼女。
連歌屋宇美
四王寺的堂妹，巨乳天然呆。四王寺的助手，喜歡四王寺並常常cosplay。三圍是B98、W58、H82。
四王寺美和
四王寺五條之母，五條的天敵。以前個性文靜內向，現在熱情豪放，喜歡「用力」的擁抱。實際上本人早已死亡，現時的美和其實是四王寺天滿宮製造的機械人六本松三式。
四王寺天滿宮
五條之父，天才科學家，六本松一式、二式初期型、六本松三式的製造者。本作最大的黑幕，暗中操控易路扒左的幕後黑手，一直以來躲在阿庫羅斯的根據地內。最後在優秀的介入下計劃以全面失敗告終，本人也被優秀找到並被教訓一頓。
住吉加奈留
與住吉說話方式完全一樣但是長相完全不像的妹妹。四王寺評比A+的眼鏡女孩。
老闆
優秀打工時的老闆，開過的渡假小屋與豪華飯店都捲入意外而毀滅，目前與預定改裝成海上旅館的200M級戰艦一起沉沒海中，生死未卜。
經理
老闆的工作夥伴，喜歡宇宙與強悍的男人，長得很像松本零士筆下的知名女性角色。
神父
優秀和愛爾卡拉的救命恩人，其實是宗教瘋子。見過易路扒左後，將之認為神，擁有怪物般的戰鬥力，發飆後跟《烙印勇士》的拷問官摩茲葛斯一模一樣。
近藤國雄
F縣F市的市長，目前因貪污而下台。
大宇宙的無限意志）
配音：水谷優子（日本）； （台灣）
邊慎
配音：渡邊慎一（日本）； （台灣）
動畫版導演親自配音，以近似魯邦三世的服裝登場。
六道神士
配音：高木涉（日本）； （台灣）
小林優秀
配音：小林由美子（日本）； （台灣）
哈雅美佳子
配音：高橋美佳子（日本）； （台灣）
培多羅
配音：長嶝高士（日本）； （台灣）
柯塞特
配音：矢島晶子（日本）； （台灣）

## 出版書籍
| 冊數 | 少年畫報社     | 少年畫報社             | 東立出版社     | 東立出版社             |
| 冊數 | 發售日期       | ISBN                   | 發售日期       | ISBN                   |
| ---- | -------------- | ---------------------- | -------------- | ---------------------- |
| 1    | 1997年4月23日  | ISBN 4-7859-1565-X     | 2000年5月19日  | ISBN 957-34-6795-X     |
| 2    | 1997年12月4日  | ISBN 4-7859-1811-X     | 2000年6月19日  | ISBN 957-34-6769-8     |
| 3    | 1998年7月23日  | ISBN 4-7859-1854-3     | 2000年10月9日  | ISBN 957-34-9665-8     |
| 4    | 1998年12月7日  | ISBN 4-7859-1884-5     | 2001年3月20日  | ISBN 957-34-9666-6     |
| 5    | 1999年9月27日  | ISBN 4-7859-1941-8     | 2002年5月6日   | ISBN 957-34-9667-4     |
| 6    | 2000年5月12日  | ISBN 4-7859-1993-0     | 2002年5月29日  | ISBN 986-11-0232-9     |
| 7    | 2001年2月24日  | ISBN 4-7859-2065-3     | 2002年8月27日  | ISBN 986-11-0616-2     |
| 8    | 2001年9月27日  | ISBN 4-7859-2126-9     | 2003年2月15日  | ISBN 986-11-1272-3     |
| 9    | 2002年6月28日  | ISBN 4-7859-2205-2     | 2003年3月26日  | ISBN 986-11-1343-6     |
| 10   | 2002年12月26日 | ISBN 4-7859-2268-0     | 2004年6月7日   | ISBN 986-11-4088-3     |
| 11   | 2003年10月24日 | ISBN 4-7859-2367-9     | 2004年8月6日   | ISBN 986-11-4340-8     |
| 12   | 2004年6月4日   | ISBN 4-7859-2427-6     | 2005年1月12日  | ISBN 986-11-5058-7     |
| 13   | 2004年12月27日 | ISBN 4-7859-2496-9     | 2005年8月8日   | ISBN 986-11-6147-3     |
| 14   | 2005年6月27日  | ISBN 4-7859-2546-9     | 2006年4月14日  | ISBN 986-11-7935-6     |
| 15   | 2005年12月28日 | ISBN 4-7859-2598-1     | 2006年4月25日  | ISBN 986-11-7936-4     |
| 16   | 2006年7月2日   | ISBN 4-7859-2663-5     | 2006年11月13日 | ISBN 986-11-8802-9     |
| 17   | 2007年1月26日  | ISBN 978-4-7859-2742-4 | 2007年5月4日   | ISBN 978-986-11-9574-2 |
| 18   | 2007年7月30日  | ISBN 978-4-7859-2825-4 | 2007年11月15日 | ISBN 978-986-10-0317-7 |
| 19   | 2008年2月8日   | ISBN 978-4-7859-2914-5 | 2008年6月30日  | ISBN 978-986-10-1519-4 |
| 20   | 2008年5月19日  | ISBN 978-4-7859-2963-3 | 2008年9月8日   | ISBN 978-986-10-1884-3 |
| 21   | 2008年10月29日 | ISBN 978-4-7859-3049-3 | 2009年1月20日  | ISBN 978-986-10-2683-1 |
| 22   | 2009年2月26日  | ISBN 978-4-7859-3120-9 | 2009年6月2日   | ISBN 978-986-10-3344-0 |
| 23   | 2009年9月30日  | ISBN 978-4-7859-3229-9 | 2010年1月16日  | ISBN 978-986-10-4420-0 |
| 24   | 2010年4月9日   | ISBN 978-4-7859-3358-6 | 2010年8月16日  | ISBN 978-986-10-5551-0 |
| 25   | 2010年10月7日  | ISBN 978-4-7859-3478-1 | 2011年3月29日  | ISBN 978-986-10-6682-0 |
| 26   | 2011年3月4日   | ISBN 978-4-7859-3578-8 | 2011年8月31日  | ISBN 978-986-10-7534-1 |
| 27   | 2011年10月29日 | ISBN 978-4-7859-3725-6 | 2012年7月12日  | ISBN 978-986-10-9053-5 |

## 電視動畫

### 製作人員
- 監督 - 渡邊慎一
- 系列構成 - 地獄組
- 人物設計 - 石野聡
- 美術監督 - 東潤一
- 色彩設定 - 丸山美江子
- 攝影監督 - 中条豊光
- 編輯 - 西山茂
- 音響監督 - 田中英行
- 音樂 - 増田俊郎
- 音樂指導 - 野崎圭一
- 配音協力 - 高橋正彦
- 協力 - 筆谷芳行
- 製作人 - 北山茂、阿部倫久、松倉友二
- 動畫製作 - J.C.STAFF
- 製作 - Victor Entertainment

### 主題曲
片頭曲
作詞 - 渡邊慎一 / 作曲・編曲 - 増田俊郎 / 歌 - Excel♥Girls（小林由美子、高橋美佳子）
片尾曲
作詞 - 渡邊慎一 / 作曲・編曲 - 増田俊郎 / 歌 - Excel♥Girls（小林由美子、高橋美佳子）

### 各話列表
| 話數   | 標題 | 劇本     | 分鏡              | 演出            | 作画監督          | 播放日期       |
| ------ | ---- | -------- | ----------------- | --------------- | ----------------- | -------------- |
| 第1話  |      | 倉田英之 | 渡邊慎一          | 西山明樹彦      | 石野聡            | 1999年 10月7日 |
| 第2話  |      | 黒田洋介 | 安蒜晃士          | 福多潤          | 敷島博英          | 10月14日       |
| 第3話  |      | 倉田英之 | 殿勝秀樹          | 星川孝文        | 加藤やすひさ      | 10月21日       |
| 第4話  |      | 黒田洋介 | 渡邊慎一          | 安藤健          | 小原充            | 10月28日       |
| 第5話  |      | 倉田英之 | 山川吉樹          | 村田雅彦        | 柳瀬雄之          | 11月4日        |
| 第6話  |      | 黒田洋介 | 殿勝秀樹          | 西山明樹彦      | 大木良一          | 11月11日       |
| 第7話  |      | 倉田英之 | 福多潤            | 福多潤 平池芳正 | 藤原潤            | 11月18日       |
| 第8話  |      | 黒田洋介 | 安蒜晃士          | 星川孝文        | 加藤泰久          | 11月25日       |
| 第9話  |      | 倉田英之 | 渡邊慎一          | 安藤健          | 浜津武広          | 12月2日        |
| 第10話 |      | 黒田洋介 | 殿勝秀樹          | 粟井重紀        | 柳瀬雄之          | 12月9日        |
| 第11話 |      | 倉田英之 | 井之川慎太郎      | 西山明樹彦      | 大木良一          | 12月16日       |
| 第12話 |      | 黒田洋介 | 福多潤            | 福多潤 平池芳正 | 谷口守泰          | 12月23日       |
| 第13話 |      | 倉田英之 | 渡邊慎一          | 星川孝文        | 加藤泰久          | 2000年 1月6日  |
| 第14話 |      | 黒田洋介 | 櫻美勝志          | 栗本宏志        | 浜津武広          | 1月13日        |
| 第15話 |      | 倉田英之 | 八谷賢一          | 粟井重紀        | 柳瀬雄之          | 1月20日        |
| 第16話 |      | 黒田洋介 | 殿勝秀樹          | 西山明樹彦      | 大木良一          | 1月27日        |
| 第17話 |      | 倉田英之 | 別所誠人          | 平池芳正 福多潤 | 飯飼一幸 谷口守泰 | 2月3日         |
| 第18話 |      | 黒田洋介 | 星川孝文 渡邊慎一 | 星川孝文        | 加藤やすひさ      | 2月10日        |
| 第19話 |      | 倉田英之 | 桜美かつし        | 久城りおん      | 浜津武広          | 2月17日        |
| 第20話 |      | 黒田洋介 | 渡邊慎一          | 渡邊慎一        | 石野聡            | 2月24日        |
| 第21話 |      | 倉田英之 | 山口頼房          | 井之川慎太郎    | 柳瀬雄之          | 3月2日         |
| 第22話 |      | 黒田洋介 | 井之川慎太郎      | 福多潤 平池芳正 | 飯飼一幸          | 3月9日         |
| 第23話 |      | 倉田英之 | 福多潤            | 紅優            | 大木良一          | 3月16日        |
| 第24話 |      | 黒田洋介 | 桜美かつし        | 久城りおん      | 浜津武広          | 3月23日        |
| 最終話 |      | 倉田英之 | 渡邊慎一          | 福多潤 平池芳正 | 柳瀬雄之 大木良一 | 3月30日        |
| 第26話 |      | 黒田洋介 | 渡邊慎一          | 渡邊慎一        | 石野聡            | VHS、DVD       |